# Münchringen
Münchringen là một đô thị trong huyện Bern-Mittelland, bang Bern, Thụy Sĩ. Đô thị này có diện tích 2,4 km2, dân số thời điểm tháng 12 năm 2009 là 587 người.